# سينيد موريسي
سينيد موريسي (بالإنجليزية: Sinéad Morrissey) (24 أبريل 1972 في المملكة المتحدة)؛ كاتِبة وشاعرة بريطانية. درست في كلية الثالوث.